# 目黒吉之助
目黒 吉之助（めぐろ きちのすけ、1934年3月29日 - 2019年3月14日）は、日本の政治家。
新潟県議会議員（4期）、衆議院議員（1期）などを歴任した。

## 来歴
福島県只見町出身。1961年法政大学大学院政治学研究科修了。日農新潟県連書記長、長岡労農会議議長などを経て、1979年から新潟県議を4期務めた。1990年の総選挙で旧新潟3区から立候補して初当選。1993年の総選挙で落選した。1995年の参院選に新潟県選挙区、2000年の総選挙に新潟5区からそれぞれ立候補したがいずれも落選している。2005年、旭日小綬章受章。
2019年3月14日、多臓器不全のため、群馬県渋川市内の病院で死去。84歳没。没日付で正六位に叙される。